# Regeringszetel
De regeringszetel is de stad waarin de regering (en dus ook in het algemeen het parlement) van een land haar vergaderplek heeft.
Meestal is de regeringszetel ook de hoofdstad, maar dat is niet altijd het geval. In Nederland bijvoorbeeld is Amsterdam de hoofdstad, terwijl Den Haag hier als regeringszetel fungeert. 
In België zetelen de federale regering en het federale parlement in de hoofdstad Brussel, waar tevens de regeringen van de Vlaamse en de Franse Gemeenschap en het Brussels Hoofdstedelijk Gewest zijn gevestigd. De Waalse Gewestregering daarentegen zetelt in Namen.